# Hérouville-Saint-Clair
Hérouville-Saint-Clair je severovzhodno predmestje Caena in občina v severozahodnem francoskem departmaju Calvados regije Spodnje Normandije. Leta 2006 je naselje imelo 22.766 prebivalcev.

## Geografija
Kraj leži v pokrajini Normandiji ob zahodnem bregu kanala Caen à la Mer.

## Uprava
Hérouville-Saint-Clair, do 1957 le Hérouville, je sedež istoimenskega kantona (tudi Caen-5), v katerem se nahaja večina ozemlja njegove občine. Preostanek občine pripada kantonu Caen-Hérouville (Caen-6).
Kanton Hérouville-Saint-Clair je sestavni del okrožja Caen.

## Zgodovina
Hérouville-Saint-Clair je v drugi polovici 20. stoletja doživel nagel razvoj, ko je v manj kot petnajstih letih iz preproste vasi z manj kot 2.000 prebivalci narasel v največje predmestje Caena z nekaj manj kot 25.000 prebivalci.

## Pobratena mesta
- Agnam-Goly (Senegal),
- Ahfir (Maroko),
- Garbsen (Spodnja Saška, Nemčija),
- Tihvin (Severozahodno zvezno okrožje, Rusija).